# 掛川市立城北小学校
掛川市立城北小学校（かけがわしりつ じょうほくしょうがっこう）は、静岡県掛川市水垂にある公立小学校。

## 沿革
- 1973年（昭和48年） - 校舎（普通教室棟「棟番号1-1・1-2」）建築[1]
- 1974年（昭和49年） - 開校[1]。
- 1981年（昭和56年） - 校舎（普通教室棟「棟番号6」）建築[1]。
- 1983年（昭和58年） - 屋内運動場建築[1]。
- 2024年（令和6年）12月12日 - 50周年記念の会開催。
- 2025年（令和7年） - 普通教室棟「棟番号1-1・1-2」を改修[1]。

## 地理
坂の上にある。
二つ入口があり、南側の傾斜が緩やかで長い坂は通称「おはよう坂」、北側の傾斜が急で短い坂は通称「心臓破りの坂」。
周囲はほぼ茶畑で、小学校の西側には龍尾神社がある。

## 通学区域
- 掛川市
  - 北門、下西郷雇用促進住宅、城北町、弥生町、水垂、初馬、葛ヶ丘町、下西郷、小市（和光1丁目～2丁目の区域のみ)及び下西郷西
- 卒業生は基本的に掛川市立北中学校に進学する。

## 周辺
- 倉真川
- 龍尾神社

## アクセス
- 掛川バスサービス
  - 「粟本線」で、「筋違橋」バス停から、徒歩約495m・約8分（最短ルート移動した場合）。
  - 「倉真線」・「居尻線」で、「戸塚橋」バス停より、
    - 掛川駅前行のりばから、徒歩約1.15km・約17分。
    - 小市・石畑経由倉真温泉行（倉真線）・居尻・泉行（居尻線）のりばから、徒歩約1.2km・約18分。
      - 「戸塚橋」停留所から学校敷地までは、直線距離で約350mほどだが、道路形状が非常に悪いため、3倍以上の遠廻りとなる。また、途中には、街灯の無い細い「山道」がある。
- 掛川バイパス（国道1号）西郷ICより車で、
  - 西郷IC南（下り線出口）から、約1.3km・約3分。
  - 西郷IC北（上り線出口）から、約1.4km・約3分。
    - 西郷ICから学校敷地までは、直線距離で約415m前後だが、道路形状の関係で、南側へ大きく遠廻りとなる。

## 出身者
- 松井謙弥 (サッカー選手)